# Francis Needham (1er comte de Kilmorey)
Francis Needham, 1er comte de Kilmorey (5 avril 1748 - 21 novembre 1832), connu comme vicomte Kilmorey de 1818 à 1822, est un militaire anglo-irlandais et membre du Parlement.

## Biographie
Il est le troisième fils de John Needham, 10e vicomte Kilmorey et d'Anne Hurleston. Il entre dans l'armée britannique en 1762 et sert dans la Guerre d'indépendance des États-Unis, où il est fait prisonnier au siège de Yorktown en 1781. Il combat également dans les Guerres de la Révolution française mais il est surtout connu pour son rôle pendant la rébellion irlandaise de 1798. Il participe à la bataille d'Arklow et commande l'une des cinq colonnes de la bataille de Vinegar Hill. En 1804, il est nommé colonel du 5e Bataillon royal des vétérans. Il est promu colonel à vie du 86th Foot en 1810 et général en 1812.
De 1806 à 1818, Kilmorey représente Newry à la Chambre des communes. Il succède à son frère aîné dans la vicomté en 1818, mais comme il s'agit d'une pairie irlandaise, cela ne lui donne pas droit à un siège à la Chambre des lords. En 1822, il est créé vicomte Newry et Morne, dans le comté de Down, et comte de Kilmorey. Les deux titres sont dans la pairie d'Irlande.
Lord Kilmorey épouse Anne, fille de Thomas Fisher (1765-1816), en 1787. Ils ont deux fils et huit filles,: 
- Francis Needham (2e comte de Kilmorey) (1787-1880)
- Frances Margaretta Anne (1789-1789)
- Anna Maria Elizabeth (1790-1866)
- Amelia (1791-1860)
- Frances Elizabeth (1792-1890)
- Selina (1794-1876)
- Georgiana (1795-1888)
- Alicia Mary (1796-1885)
- Francis Henry William (1799-1868)
- Mabella Josephine (1801-1899)

Il est décédé en novembre 1832, à l'âge de 84 ans, et son fils aîné Francis lui succède.